# Tug of War (album của Carly Rae Jepsen)
Tug of War là album phòng thu đầu tay của nữ ca sĩ/nhạc sĩ người Canada Carly Rae Jepsen, người đã về vị trí thứ ba tại Canadian Idol mùa thứ năm. Album được sản xuất bởi nhà sản xuất người Canada Ryan Stewart và được phát hành ở Canada vào ngày 30 tháng 9 năm 2008.
Đĩa đơn đầu tiên của album, "Sunshine on My Shoulders", một ca khúc hát lại của John Denver, được phát hành trên cửa hàng iTunes vào ngày 16 tháng 6 năm 2008. Đĩa đơn thứ hai, "Tug of War", được phát hành trên iTunes vào ngày 16 tháng 9 năm 2008 và đạt được vị trí thứ 36 trên bảng xếp hạng Canadian Hot 100. Video âm nhạc cho ca khúc được phát hành vào tháng 1 năm 2009. Đĩa đơn thứ ba, "Bucket", đạt được vị trí thứ 32 trên bảng xếp hạng Canadian Hot 100, ca khúc có sử dụng một đoạn nhạc mẫu từ một ca khúc của thiếu nhi có tên là "There's a Hole in My Bucket". Video âm nhạc cho ca khúc này được phát hành vào tháng 5 năm 2009. Đĩa đơn thứ tư và cũng là đĩa đơn cuối cùng của album là "Sour Candy", trong ca khúc có sự góp giọng của Josh Ramsay từ ban nhạc Marianas Trench.
Vào ngày 14 tháng 6 năm 2011, album được phát hành ở Mỹ qua iTunes.

## Đĩa đơn
- "Sunshine on My Shoulders" (tháng 6 năm 2008) Vị trí cao nhất: #15 (BDS Mainstream AC)
- "Tug of War" (tháng 9 năm 2008) Vị trí cao nhất: #14 (BDS Hot AC)
- "Bucket" (tháng 4 năm 2009) Vị trí cao nhất: #5 (Canada Hot 100)
- "Sour Candy" (tháng 10 năm 2009)

## Danh sách ca khúc
Tất cả các ca khúc được viết bởi Carly Rae Jepsen, except where noted.
| STT              | Nhan đề                                              | Thời lượng |
| ---------------- | ---------------------------------------------------- | ---------- |
| 1.               | "Bucket"                                             | 2:51       |
| 2.               | "Tug of War"                                         | 3:44       |
| 3.               | "Money and the Ego"                                  | 3:10       |
| 4.               | "Tell Me"                                            | 2:20       |
| 5.               | "Heavy Lifting"                                      | 3:41       |
| 6.               | "Sunshine on My Shoulders" (hát lại của John Denver) | 3:35       |
| 7.               | "Worldly Matters"                                    | 3:21       |
| 8.               | "Sweet Talker"                                       | 2:56       |
| 9.               | "Hotel Shampoos"                                     | 2:52       |
| 10.              | "Sour Candy" (Jepsen, Josh Ramsay)                   | 3:01       |
| Tổng thời lượng: | Tổng thời lượng:                                     | 31:31      |

| Ca khúc tặng kèm bản đặc biệt ở Nhật | Ca khúc tặng kèm bản đặc biệt ở Nhật     | Ca khúc tặng kèm bản đặc biệt ở Nhật |
| STT                                  | Nhan đề                                  | Thời lượng                           |
| ------------------------------------ | ---------------------------------------- | ------------------------------------ |
| 11.                                  | "I Still Wonder (Acoustic)"              | 1:40                                 |
| 12.                                  | "Tug of War (Dave "Rave" Ogilvie Remix)" | 4:02                                 |
| 13.                                  | "Sour Candy (Radio Version)"             | 3:02                                 |
| Tổng thời lượng:                     | Tổng thời lượng:                         | 40:15                                |

## Liên kết khác
- Trang MySpace của Jepsen
- Giới thiệu trên MapleMusic Lưu trữ ngày 6 tháng 9 năm 2018 tại Wayback Machine